# Jalapa (Khotang)
Jalapa (nep. जाल्पा) – gaun wikas samiti we wschodniej części Nepalu w strefie Sagarmatha w dystrykcie Khotang. Według nepalskiego spisu powszechnego z 2001 roku liczył on 544 gospodarstw domowych i 2839 mieszkańców (1498 kobiet i 1341 mężczyzn).